# The Bride Wore Boots
The Bride Wore Boots is een Amerikaanse romantische komedie uit 1946 onder regie van Irving Pichel. De film is gebaseerd op het toneelstuk van Harry Segall.

## Verhaal
Sally en Jeff zijn met elkaar getrouwd, maar passen niet bij elkaar. Hij is een auteur van historische boeken die graag serieus genomen wil worden door zijn vrouw. Sally, daarentegen, richt zich enkel op paardrijden, een sport die ze graag beoefent met de aantrekkelijke buurman Lance Gale. Jaloezie drijft de twee uit elkaar, en als Jeff bovendien wordt gezoend door een jonge fan Mary Lou, vraagt Sally een scheiding aan.

## Rolverdeling
| Acteur           | Personage        |
| ---------------- | ---------------- |
| Barbara Stanwyck | Sally Warren     |
| Robert Cummings  | Jeff Warren      |
| Diana Lynn       | Mary Lou Medford |
| Patric Knowles   | Lance Gale       |
| Peggy Wood       | Grace Apley      |
| Robert Benchley  | Oom Todd Warren  |
| Willie Best      | Joe              |
| Natalie Wood     | Carol Warren     |
| Gregory Marshall | Johnnie Warren   |
| Mary Young       | Janet Doughton   |

## Achtergrond
Cummings deed zijn eigen stunts in de film. De film is de laatste komedie waarin Stanwyck verscheen.